# Melville Rogers
Melville Falkner Rogers (* 5. Januar 1899 in Ottawa, Ontario; † 26. September 1973 ebenda) war ein kanadischer Eiskunstläufer.

## Karriere
Im Einzellauf wurde Rogers 1923 und von 1925 bis 1928 kanadischer Meister. Er nahm jedoch als Einzelläufer an keiner Weltmeisterschaft teil. Bei den Olympischen Spielen 1924 in Chamonix belegte er den siebten Platz. Im Paarlauf wurde er bei diesen Olympischen Spielen mit seiner Eiskunstlaufpartnerin Cecil Smith ebenfalls Siebter. Danach wurde er 1925 mit Gladys Rogers kanadischer Meister im Paarlauf. Mit Isobel Rogers hingegen nahm er an seinen einzigen beiden Weltmeisterschaften teil. 1930 belegte das Paar den fünften Platz und 1932 wurden sie Neunte und Letzte.
Nach seinem Abschied vom Wettkampfsport war Rogers als Punktrichter tätig und fungierte für zwei Amtszeiten als Präsident des kanadischen Eiskunstlaufverbandes.

## Ergebnisse

### Einzellauf
| Wettbewerb / Jahr          | 1920 | 1921 | 1922 | 1923 | 1924 | 1925 | 1926 | 1927 | 1928 |
| -------------------------- | ---- | ---- | ---- | ---- | ---- | ---- | ---- | ---- | ---- |
| Olympische Winterspiele    |      |      |      |      | 7.   |      |      |      |      |
| Kanadische Meisterschaften | 3.   | 3.   | 2.   | 1.   |      | 1.   | 1.   | 1.   | 1.   |

### Paarlauf
(mit Cecil Smith)
| Wettbewerb / Jahr       | 1924 |
| ----------------------- | ---- |
| Olympische Winterspiele | 7.   |

(bis 1929 mit Gladys Rogers, ab 1930 mit Isobel Rogers)
| Wettbewerb / Jahr          | 1925 | 1926 | 1927 | 1928 | 1929 | 1930 | 1931 | 1932 |
| -------------------------- | ---- | ---- | ---- | ---- | ---- | ---- | ---- | ---- |
| Weltmeisterschaften        |      |      |      |      |      | 5.   |      | 9.   |
| Kanadische Meisterschaften | 1.   |      |      | 2.   | 3.   |      |      |      |